# Psila dubia
Psila dubia är en tvåvingeart som först beskrevs av Macquart 1835.  Psila dubia ingår i släktet Psila och familjen rotflugor.
Artens utbredningsområde är Frankrike. Inga underarter finns listade i Catalogue of Life.